# Campanula scabrella
Campanula scabrella là loài thực vật có hoa trong họ Hoa chuông. Loài này được Engelm. mô tả khoa học đầu tiên năm 1881.